# 인포데믹
인포데믹(infodemic) 또는 정보전염병은 특정 문제에 대한 정확한 정보와 부정확한 정보가 빠르고 광범위하게 확산되는 것을 말한다. 이 단어는 정보(information)와 전염병(epidemic)의 혼성어로 잘못된 정보와 허위 정보가 어떻게 사람에서 사람으로 바이러스처럼 퍼지고 질병처럼 사람들에게 영향을 미칠 수 있는지를 설명하는 비유로 사용된다. 2003년 데이비드 로스코프(David Rothkopf)가 처음 만든 이 용어는 코로나19 대유행 기간인 2020년에 두각을 나타냈다.

## 같이 보기
- 죽은 인터넷 이론
- 반향실 효과
- 필터 버블
- 정보 과다
- 깨진 링크
- 밈
- 선전 (사회학)